# Тихий Дон (теплоход)
«Александр Бородин» — комфортабельный четырёхпалубный теплоход проекта 301 (тип «Владимир Ильич», проект 301), рассчитанный на 216 пассажиров. Эксплуатируется Grand Circle Cruise Line (США) по Волге, Волго-Балту и Неве по маршруту Санкт-Петербург — Москва.

## История судна
Тихий Дон был построен под заводским номером 330 на верфи VEB Elbewerft Boizenburg/Rosslau в Бойценбурге на берегу Эльбы в ГДР в 1977 году. Судно является одним из теплоходов проекта 301 (тип «Владимир Ильич», проект 301), немецкое обозначение — BiFa 125M (нем. Binnenfahrgastschiff), судно 125 метров. Теплоход прошёл модернизацию в 2005 г. в Румынии по спецзаказу американского владельца. В 2009 г. осуществлял круизы из Самары. Эксплуатируется Grand Circle Cruise Line (США) по Волге, Волго-Балту и Неве по маршруту Санкт-Петербург — Москва.
В июле 2016 года теплоход был продан из Grand Circle Travel в «Донинтурфлот», в августе был перегнан из Москвы в Ростов-на-Дону, где должен пройти реконструкцию, чтобы с 2017 года начать рейсы под управлением круизной компании «Ортодокс», совершая круизы с иностранными туристами на линии Москва — Санкт-Петербург. На зарубежных рынках судно продвигается под торговой маркой Alexandr Borodin.

## На борту
К услугам пассажиров 110 кают класса полулюкс и только для некурящих с удобствами (душ, санузел, холодильник, спутниковое телевидение):
Ресторан, 2 бара, конференц-зал, лифт от главной до шлюпочной палубы.